# Міністерство промислової політики України
Міністе́рство промисло́вої полі́тики Украї́ни (Мінпромполітики) — колишнє міністерство України. Реорганізовано 23 березня 2014  року шляхом приєднання до Міністерства економічного розвитку і торгівлі.

## Історія міністерства
- 9 грудня 2010 року Президент України утворив Державне агентство України з управління державними корпоративними правами та майном, реорганізувавши Міністерство промислової політики України;[1]
- 31 травня 2011 року Президент України установив, що правонаступником Міністерства промислової політики України в частині формування та реалізації промислової політики є Міністерство економічного розвитку і торгівлі України;[2]
- 24 грудня 2012 року Президент України утворив Міністерство промислової політики України, реорганізувавши Державне агентство України з управління державними корпоративними правами та майном.[3]
- 23 березня 2014 року Кабінет Міністрів України постановив реорганізувати Міністерство промислової політики шляхом приєднання до Міністерства економічного розвитку і торгівлі.[4]

## Керівництво
- Міністр — очолює міністерство, призначається Верховною Радою України в установленому законодавством порядку.
- Заступники Міністра — підзвітні Міністру, призначаються і звільняються з посади відповідно до законодавства.

## Структура
- Машинобудівний комплекс
- Металургійний комплекс
- Деревообробний комплекс
- Комплекс легкої промисловості

## Завдання
- Підготовка пропозицій щодо формування державної промислової політики, а також розроблення механізмів її реалізації
- Розроблення пропозицій щодо вдосконалення механізму державного регулювання функціонування промислового сектору економіки
- Розроблення та реалізація державних програм розвитку промисловості України
- Визначення напрямів розвитку науково-технічного потенціалу промислового сектору економіки
- Розроблення прогнозів виробничо-технічного та фінансово-економічного розвитку промислового виробництва
- Творення сприятливих умов для розбудови високорозвинутого промислового сектору економіки
- Участь у формуванні та реалізації державної регіональної промислової політики
- Забезпечення реалізації державної інноваційної політики у сфері промисловості